# Eugène Bussy
Eugène Bussy est un homme politique français né le 27 janvier 1860 à Anse (Rhône) et décédé le 26 juillet 1937 à Anse.
Agriculteur, il est maire de Anse en 1900. Il est sénateur du Rhône de 1920 à 1927, inscrit au groupe de l'Union républicaine.

## Sources
- « Eugène Bussy », dans le Dictionnaire des parlementaires français (1889-1940), sous la direction de Jean Jolly, PUF, 1960 [détail de l’édition]